# سن هوا كوون
سن كوون  هي إحدى شخصيات المسلسل الأمريكية لوست. تلعب دورها الممثلة الكورية يونجن كيم.

## الشخصية
الزوجة الكورية في المسلسل، تتحدث الإنجليزية أيضاً، من مهاراتها الزراعة والمداواة بالأعشاب.